# Гийомен, Арман
Жан-Батист Арман Гийомен (фр. Jean-Baptiste Armand Guillaumin; 16 февраля 1841, Париж — 26 июня 1927, Орли, Валь-де-Марн) — французский живописец и литограф, представитель импрессионизма.

## Биография
Арман Гийомен родился в Париже 16 февраля 1841 года. В конце того же года семья Армана покинула Париж и переехала в Мулен. В 1856 году Арман в возрасте 16 лет вновь вернулся в Париж и начал посещать художественные занятия в муниципальной школе, которые вёл скульптор Кэйлуэ. В 1860 году Гийомен стал работать в железнодорожной компании «Париж-Орлеан». Но Арман не забыл про занятия искусством и вскоре стал посещать Академию Сюиса в Париже, где познакомился с Франсиско Ольером, Камилем Писсарро и Полем Сезанном. В 1863 году Гийомен вместе с Эдуаром Мане, Камилем Писсарро и Полем Сезанном выставил свои работы на знаменитой выставке «Салон отверженных», хотя работы Армана не были указаны под его именем.
В 1868 году оставляет службу, чтобы целиком посвятить себя живописи. Нуждается. Зарабатывает на жизнь росписью штор. В 1872 году вынужден возвратиться на службу. Одновременно он продолжает занятия живописью. Часто приезжает к Писсарро в Понтуаз. В сентябре 1872 году Писсарро пишет в письме к Антуану Гийме: «… Гийомен только что провёл у нас несколько дней; днём он занимается живописью, а вечером своим канавокопанием, что за мужество!».
Принимал участие почти во всех выставках импрессионистов (за исключением второй выставки в 1876 году). На первой выставке импрессионистов 1874 года был представлен тремя картинами (пейзажи). Возможно, именно эта выставка позволила в полной мере оценить масштаб дарования Гийомена и почувствовать, чем, собственно, была его живопись в контексте импрессионизма. Среди представленных им на выставку работ особо следует выделить работу «Закат солнца в Иври». Картина мотивом перекликается с полотном Клода Моне «Впечатление. Восход солнца»: состояние резко освещённого низким солнцем пейзажа, заря, рваный дым заводских труб, разноцветные блики на воде, прозрачный полумрак на едва освещённом берегу — всё это и фактурой, и мгновенным эффектом чрезвычайно близко Моне или Писсарро. Эта картина выставлялась Гийоменом и на последующих выставках импрессионистов.
Будучи связан службой с городом, Гийомен писал, в основном, окрестности, пригороды Парижа, виды Сены, Уазы, Эссона и промышленные пейзажи. Результатом стали картины «Парк в Исси-ле-Мулино» (1877), «Мост в Шарантоне» (1878), «Вид острова Сен-Луи» (около 1881), «Пейзаж с яблонями» (1884), «Пон-Мари» (около 1883) и пр.
Познакомившись в 1883 году с Полем Синьяком, а затем и с Жоржем Сёра, он начинает работать в технике пуантилизма.
В 1891 году выиграл в городской лотерее 100 000 франков, и это неожиданное богатство дало ему, наконец, возможность развязаться со своей административной работой в Париже и начать путешествовать в поисках новых, более разнообразных мотивов и видов. Прежде всего художник побывал в Сен-Пале, где им были написаны «Сен-Пале, устье Жиронда» (1892), «Горы в Сен-Пале» (1893). В период с 1893 по 1913 годы Гийомен также побывал в Крёзе, Крозане, в Агэ, Оверни, департаменте Орн, Луэне, департаменте Эр, Руане, а в 1904 году посетил Голландию.
После 1913 года художник всё больше времени проводит в Крозане, зимой живя на юге и часто бывая в Париже. Среди наиболее значительных работ этих лет: «Деревушка Пешадер» (1895), « Пейзаж в Агэ» (1895), «Мельница в Бушардонь» (1905), «Горы Крёза» (1918).
Материальная независимость в последние годы жизни дала Гийомену возможность целиком посвятить себя живописи, но, потеряв контакт с бывшими друзьями, в особенности с Писсарро и Моне, он не смог возвыситься над своими ощущениями и растратил энергию на попытки стать сильным в цвете, в то время как оставался слабым в композиции, не обладая широтой видения и поэтической тонкостью, которые спасали Моне от банальности.
Художник скончался в июне 1927 года на восемьдесят седьмом году жизни. Ровесник Ренуара, Гийомен стал «последним импрессионистом»: он пережил на год даже Клода Моне, активно работал в первой четверти XX века, оказав реальное влияние на становление фовизма, поскольку его советами и примером руководствовался Отон Фриз.